# Kaito Tsuchiya
Kaito Tsuchiya (japanisch 土屋 櫂大 Tsuchiya Kaito; * 12. Mai 2006 in Yokohama, Präfektur Kanagawa) ist ein japanischer Fußballspieler.

## Karriere

### Verein
Kaito Tsuchiya erlernte das Fußballspielen in der Jugend von Kawasaki Frontale. Hier unterschrieb er am 1. Februar 2025 auch seinen ersten Vertrag. Der Verein aus Kawasaki spielt in der ersten Liga, der J1 League. Sein Erstligadebüt gab Kaito Tsuchiya am 9. April 2025 (5. Spieltag) im Heimspiel gegen die Yokohama F. Marinos. Bei dem 3:3-Unentschieden wurde er in der 88. Minute für den verletzten Kolumbianer César Haydar eingewechselt.

### Nationalmannschaft
Kaito Tsuchiya spielte für mehrere Junioren-Nationalmannschaften seines Landes. Mit der U17-Mannschaft nahm er 2023 an der U17-Asienmeisterschaft in Saudi-Arabien teil. Hier erreichte man das Finale, wo man die Mannschaft aus Südkorea mit 3:0 bezwang. Im gleichen Jahr nahm er mit der U17 an der U17-Weltmeisterschaft in Indonesien teil. Hier schied man im Achtelfinale gegen Spanien aus.

## Erfolge

### Nationalmannschaft
Japan U17
- U17-Asienmeister: 2023